# .33-40 Pope

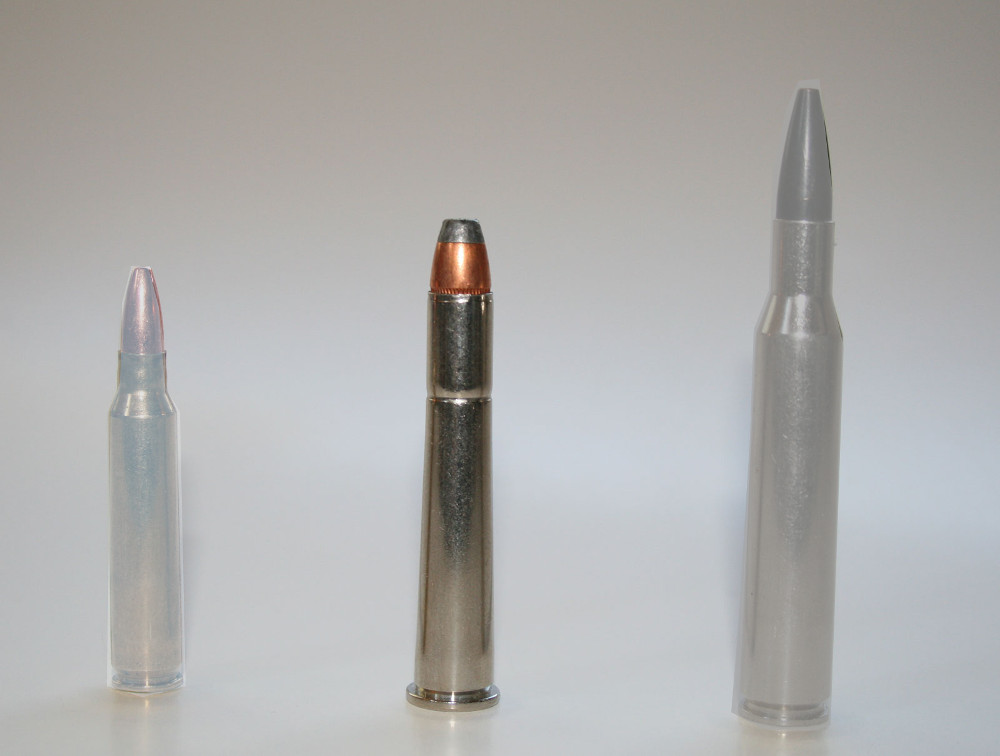
O cartucho .32-40 Ballard, base para o .33-40 Pope.

O .33-40 Pope, é um cartucho customizado, projetado por volta de 1900 por Harry Pope, um conhecido caçador militar (tiro de precisão). O cartucho é uma versão com boca mais larga do .32-40 Ballard. Era o carucho preferido de Pope, e usado por ele com grande sucesso.